# Llerasia
Llerasia là một chi thực vật có hoa trong họ Cúc (Asteraceae).

## Loài
Chi Llerasia gồm các loài: